# Elvenholzbach
Der Elvenholzbach ist ein Fließgewässer, welches in Hattingen-Niederwenigern am Grundstück des Hauses Byfanger Straße 70 nahe der Kohlenstraße entspringt. Der Bach fließt nach Nordosten auf die Ruhr zu, wo er nach einem Lauf von insgesamt 3,1 km Länge linksseitig flussabwärts der Schleuse Dahlhausen mündet.
Das LANUV schrieb 2017: „Der Bach wird begleitet von strukturreichem Grünland aus vorwiegend einheimischen Gehölzen, z.T. aber auch gebietsfremden Arten. Das Bachtal hat eine hohe Korridorfunktion in einer vorwiegend von Ackerbau und Siedlungsflächen beherrschten Umgebung.“